# コイン (タロット)
コイン（coins）は、タロットの小アルカナにおける四大スートの一つで、硬貨（または護符、皿）を象っている。ペンタクル（pentacles）、またはディスク（discs）ともいう。
トランプのダイヤに相当するとされ、四大元素の大地を表しているともされる。

## カードの種類と意味
アーサー・エドワード・ウェイトのタロット図解において解説されている意味は以下の通りである。

### ピップ（数字札）
コインのエース
「コインの1」とも。完全な満足、金。
コインの2
陽気さ、文書によるニュース・メッセージ、調整する。
コインの3
技芸、取引、熟練工。
コインの4
所有の保証、自ら所有するものへの執着、贈り物。
コインの5
物質的な面でのトラブル、貧困。
コインの6
成功、贈り物、慈善。
コインの7
金銭、ビジネス、交易。
コインの8
職人気質、準備。
コインの9
物質的な豊かさ、達成。
コインの10
利益、財産 家族、一族の繁栄。

### コート（人物札）
コインのペイジ
精励勤勉、学生。
コインのナイト
有用、財産、責任、廉直。
コインのクイーン
富、寛大、安全。
コインのキング
実際的な知性、ビジネス、成功。

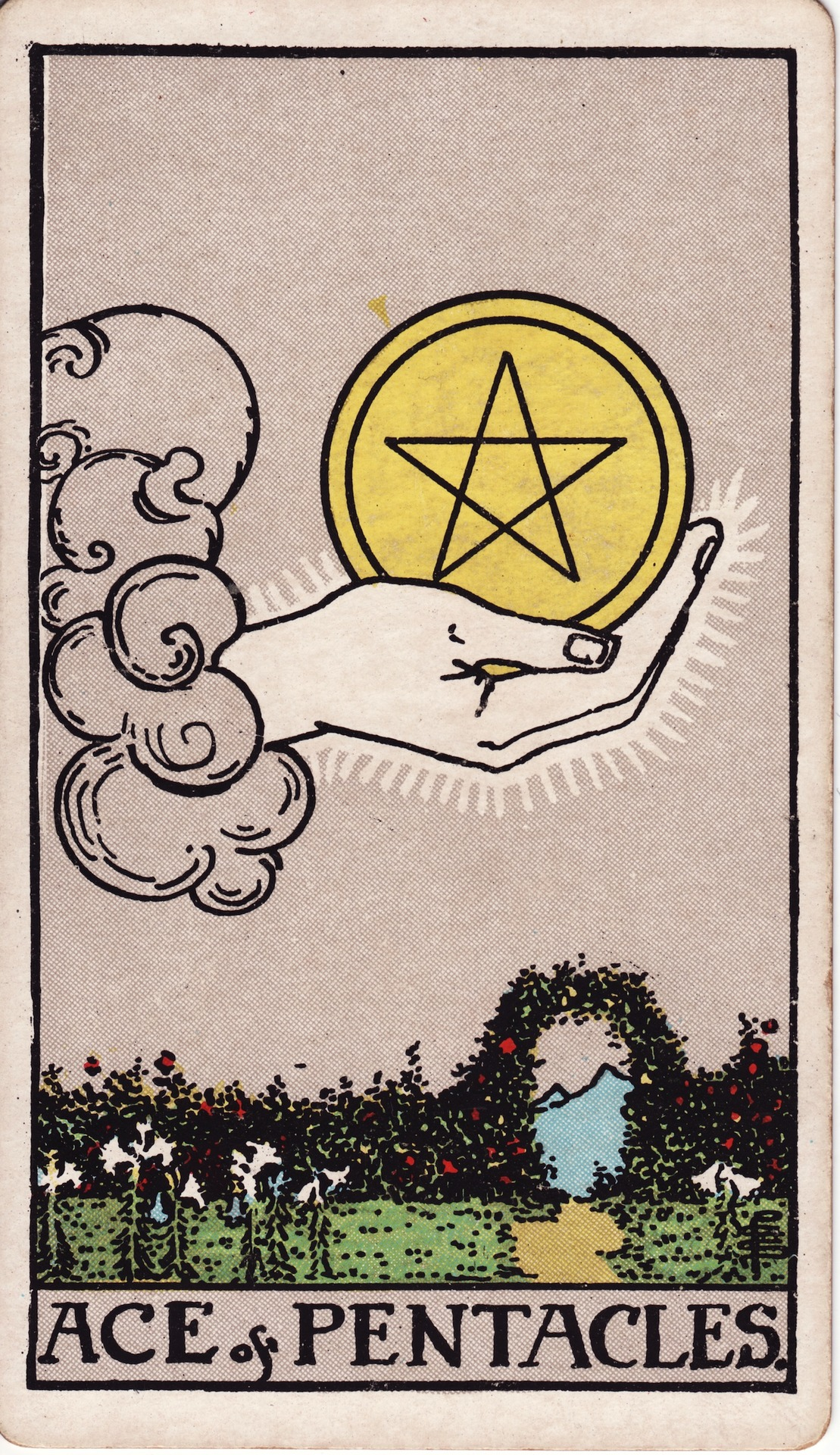
エース
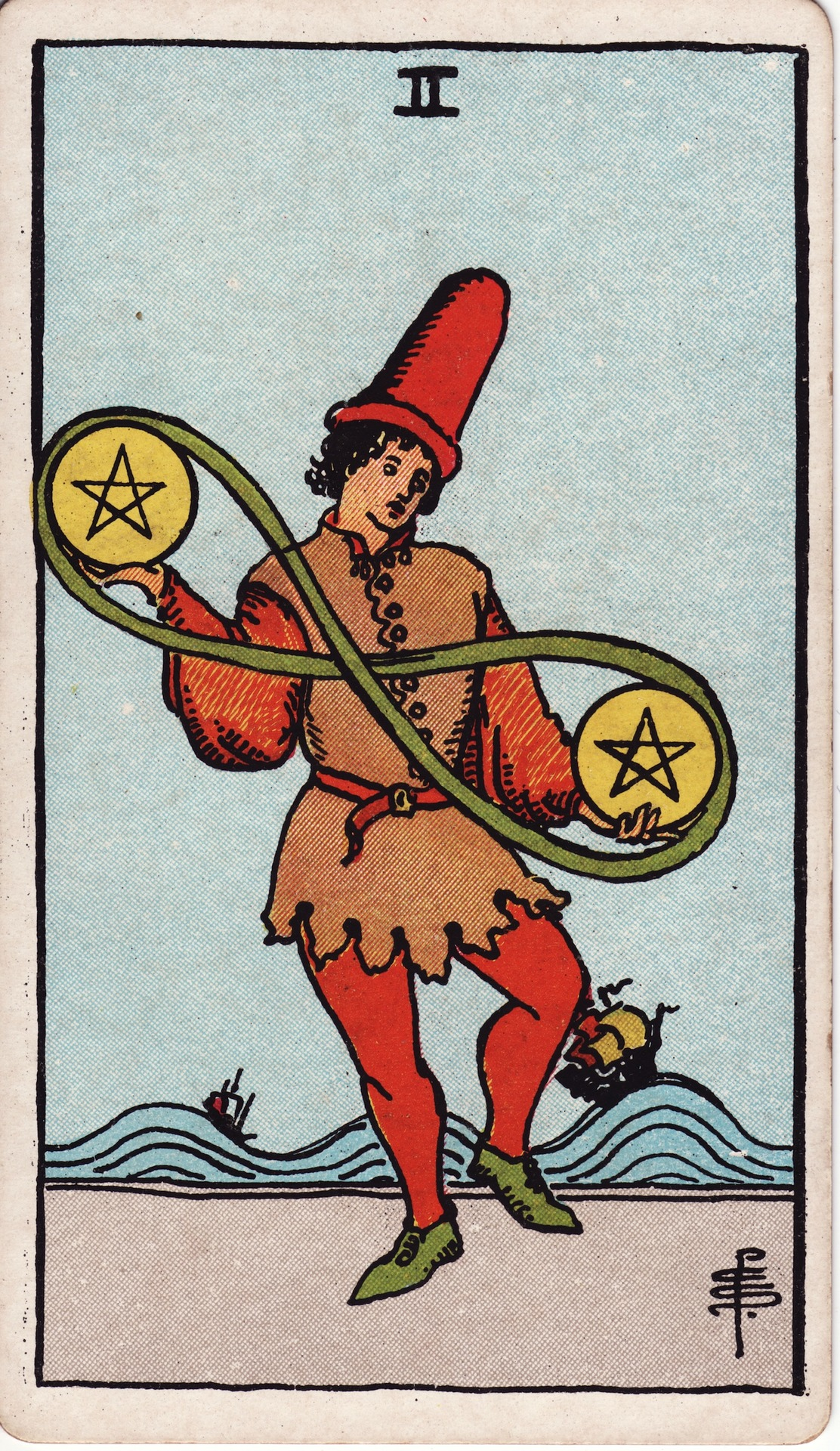
2
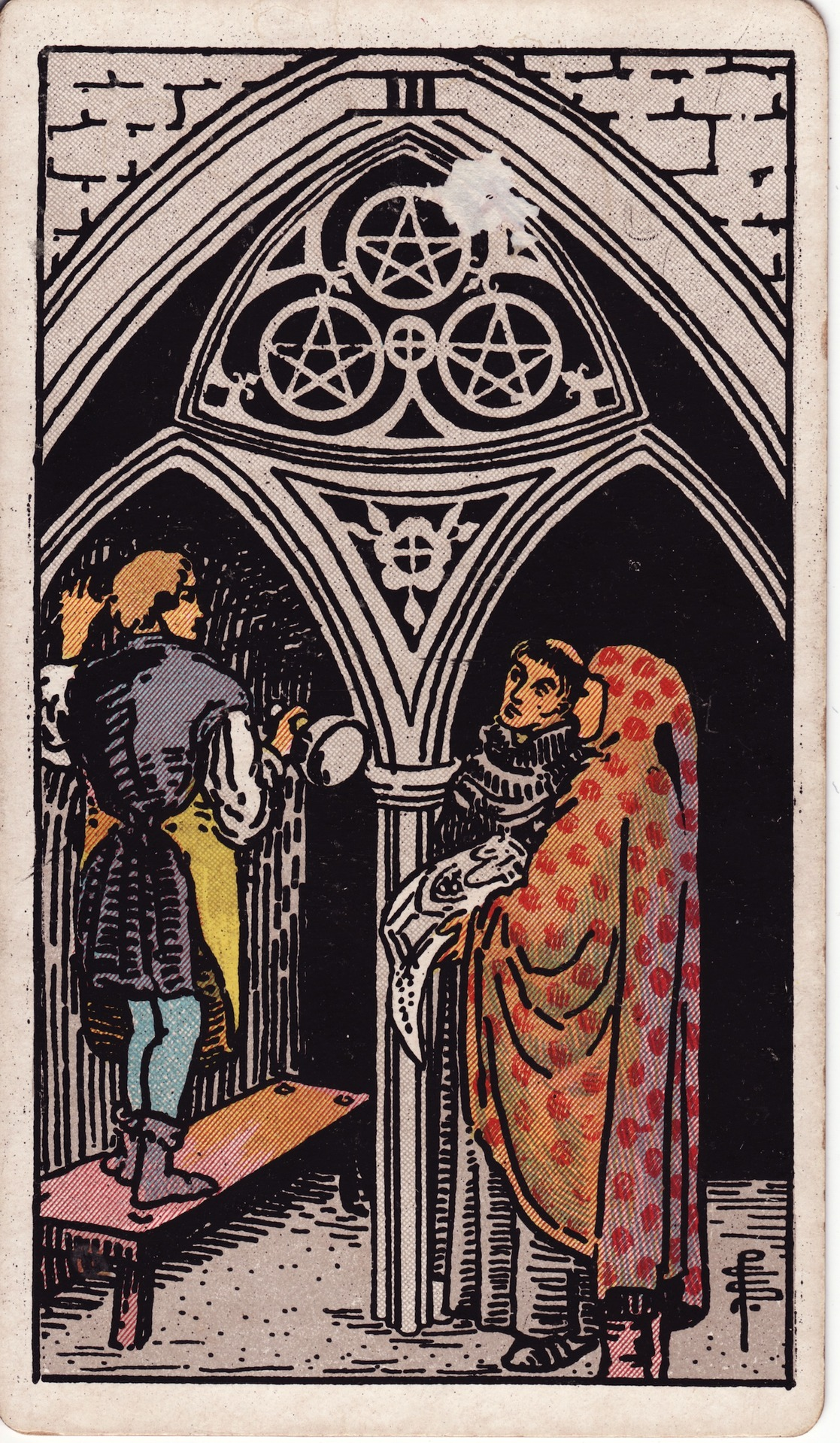
3
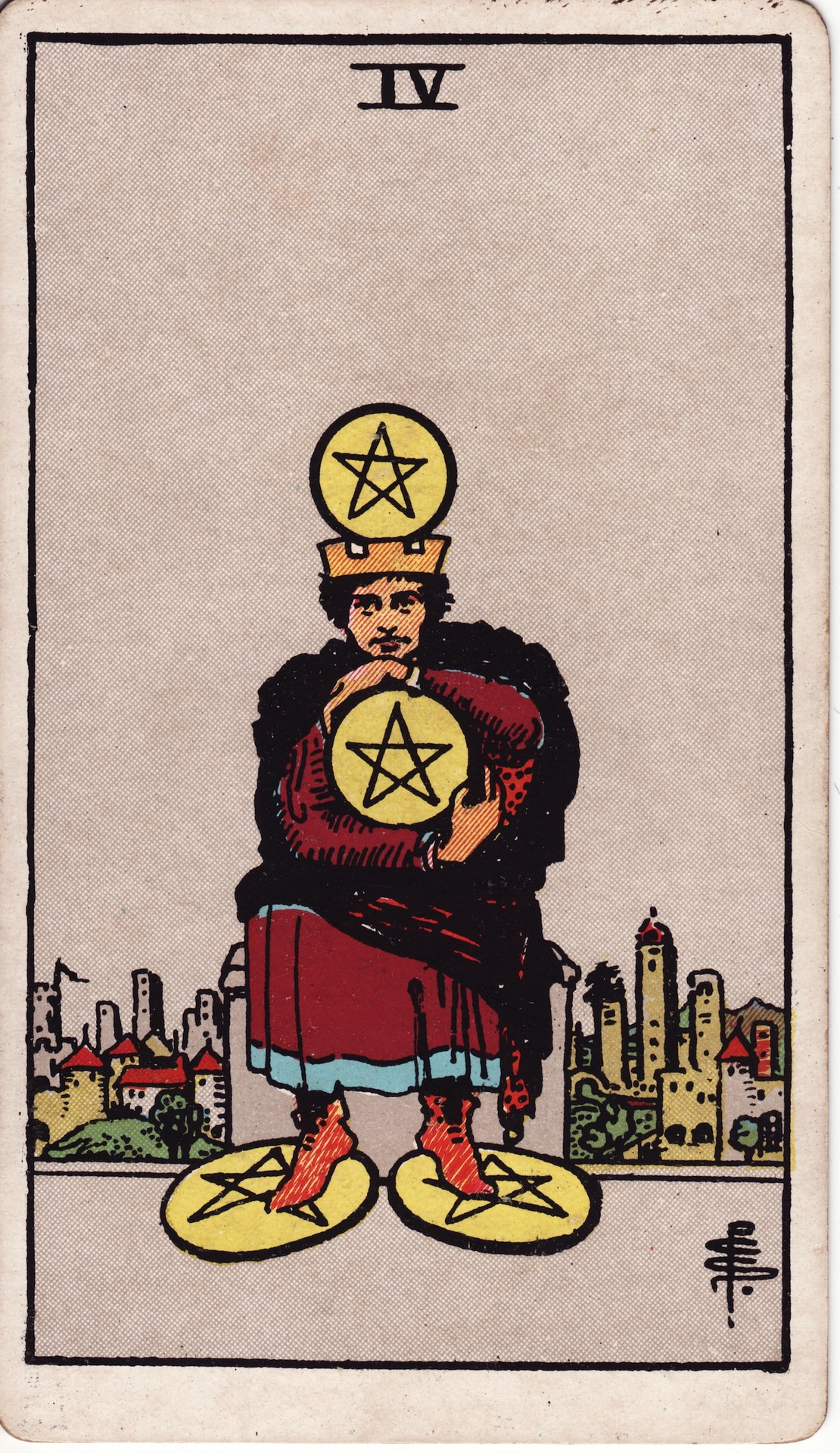
4
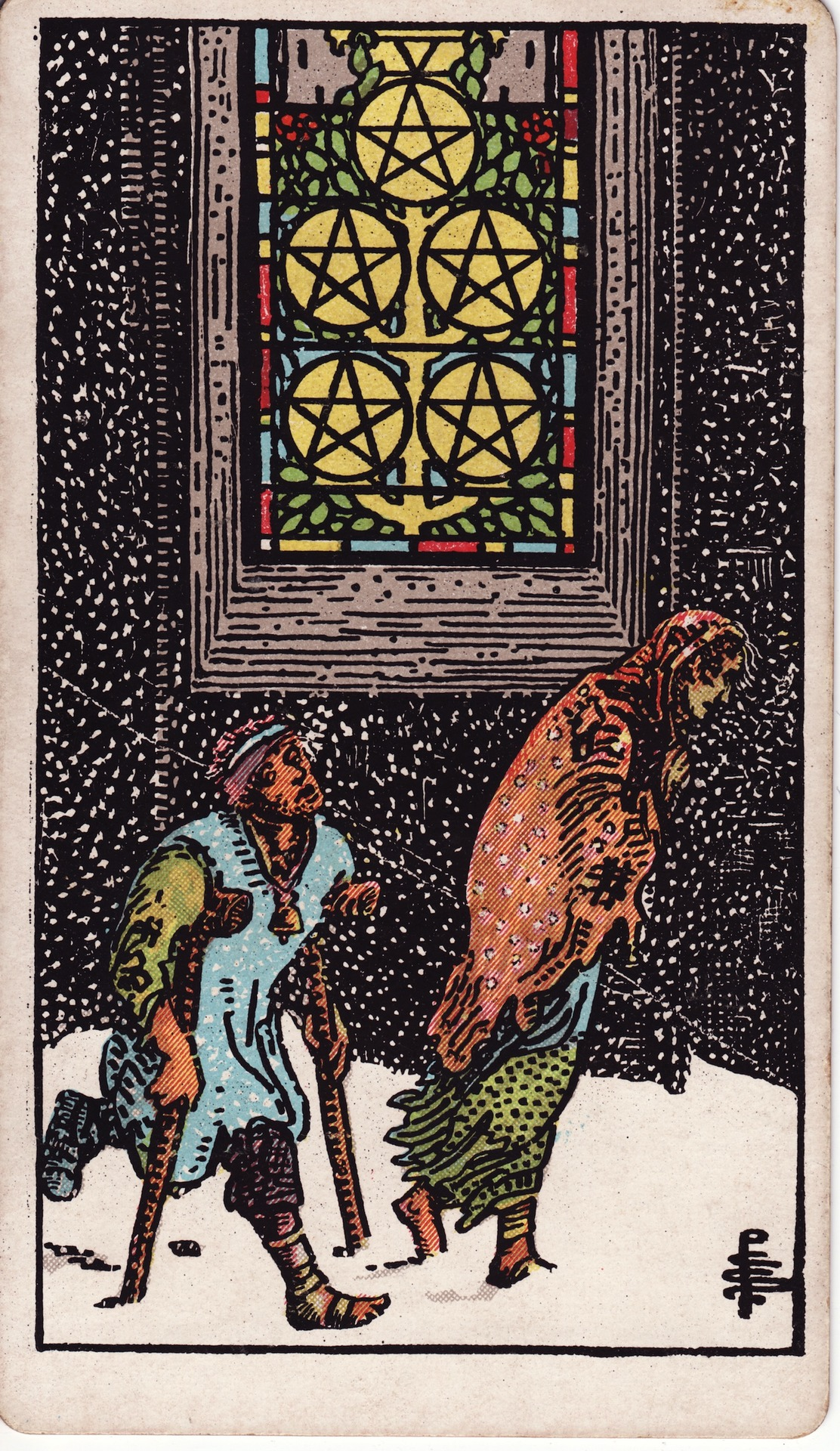
5
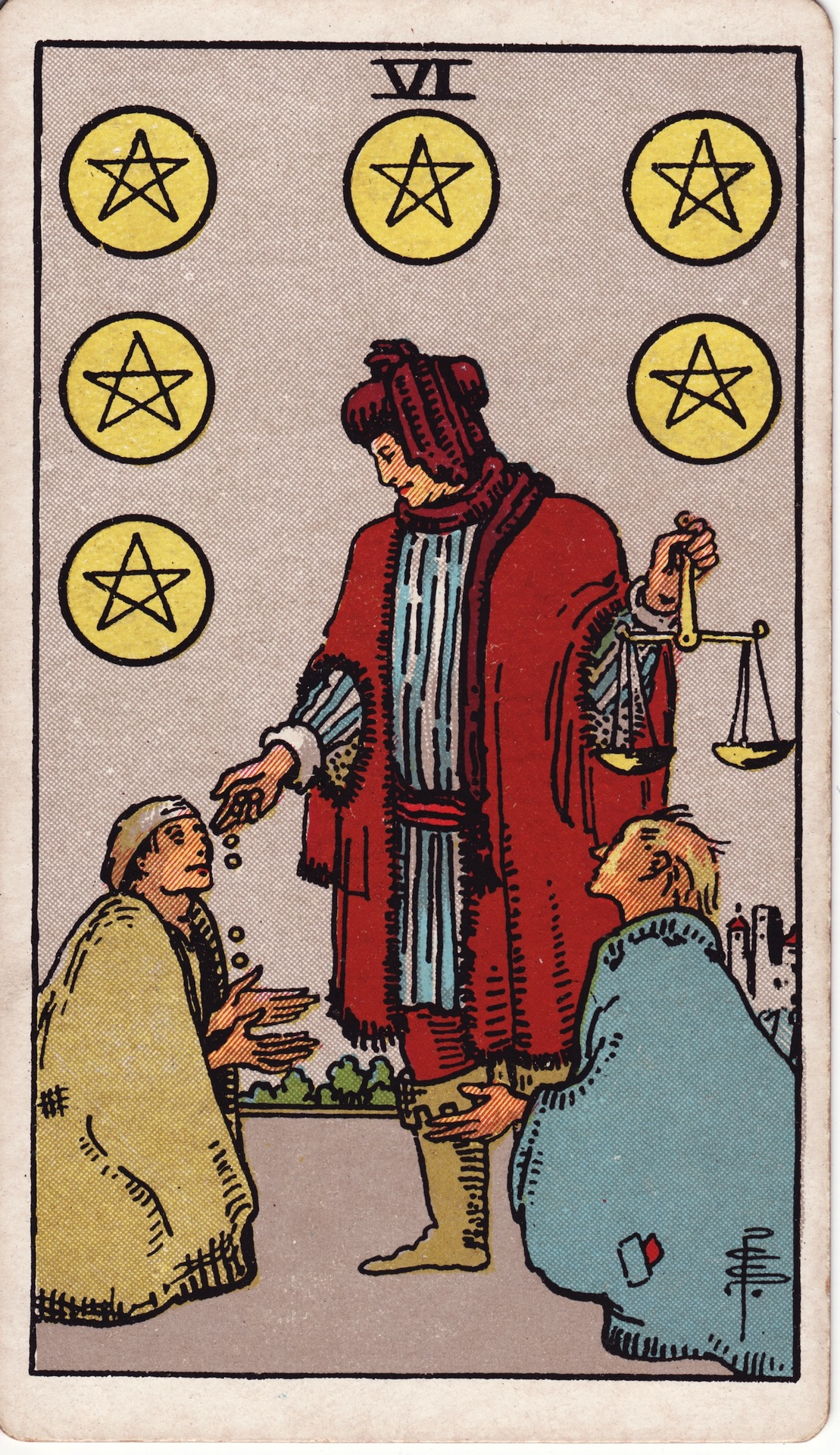
6
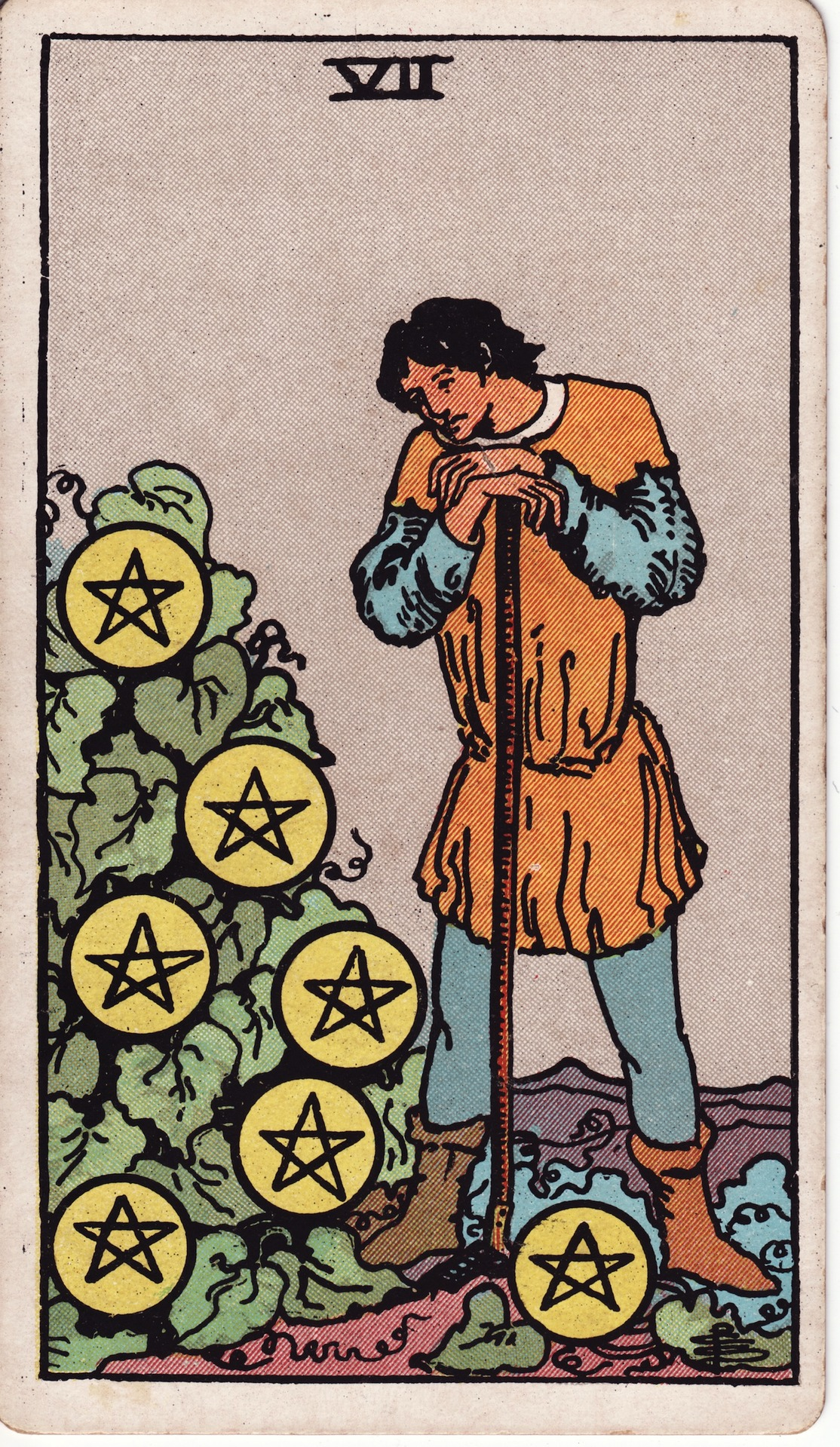
7
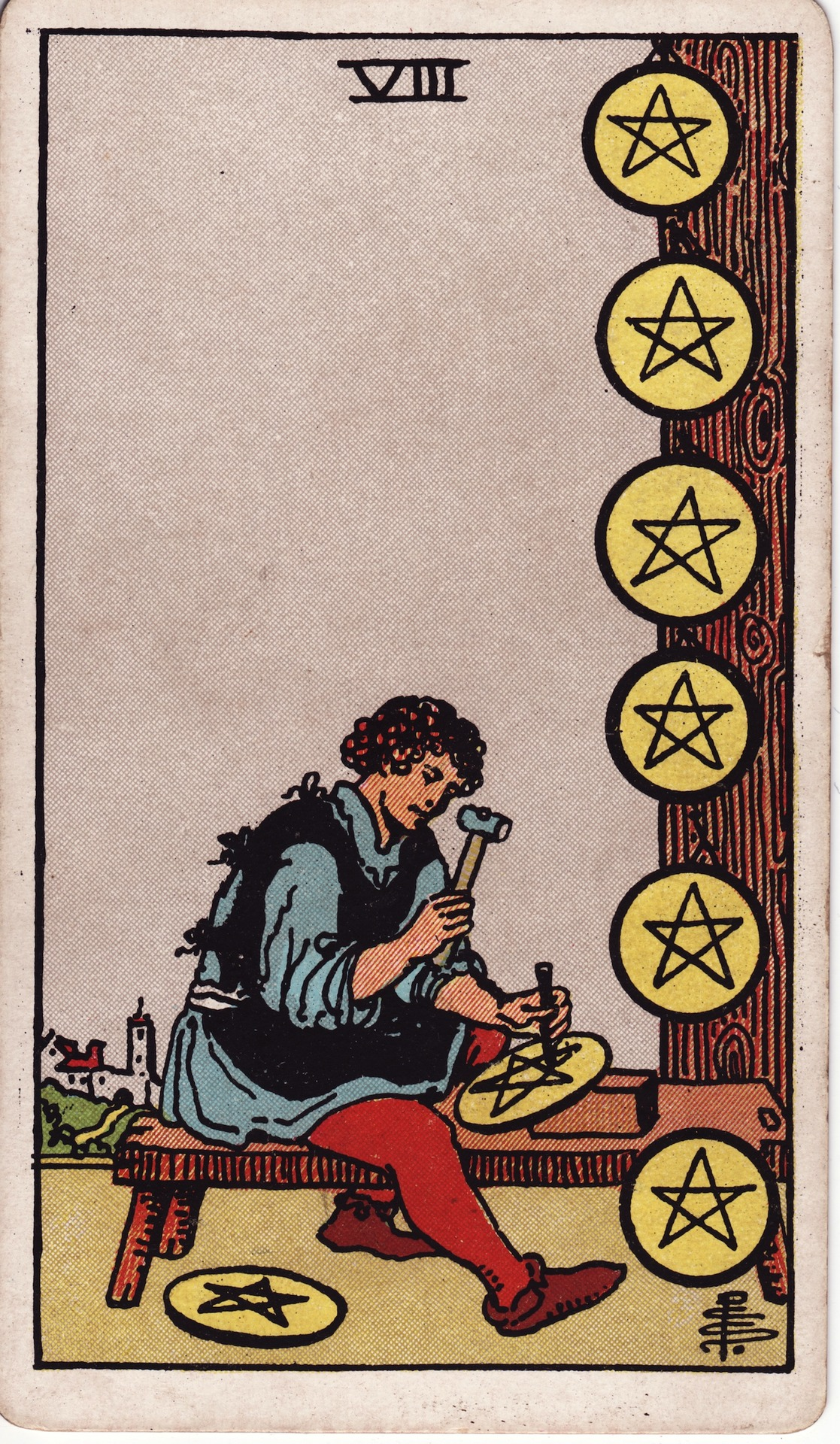
8
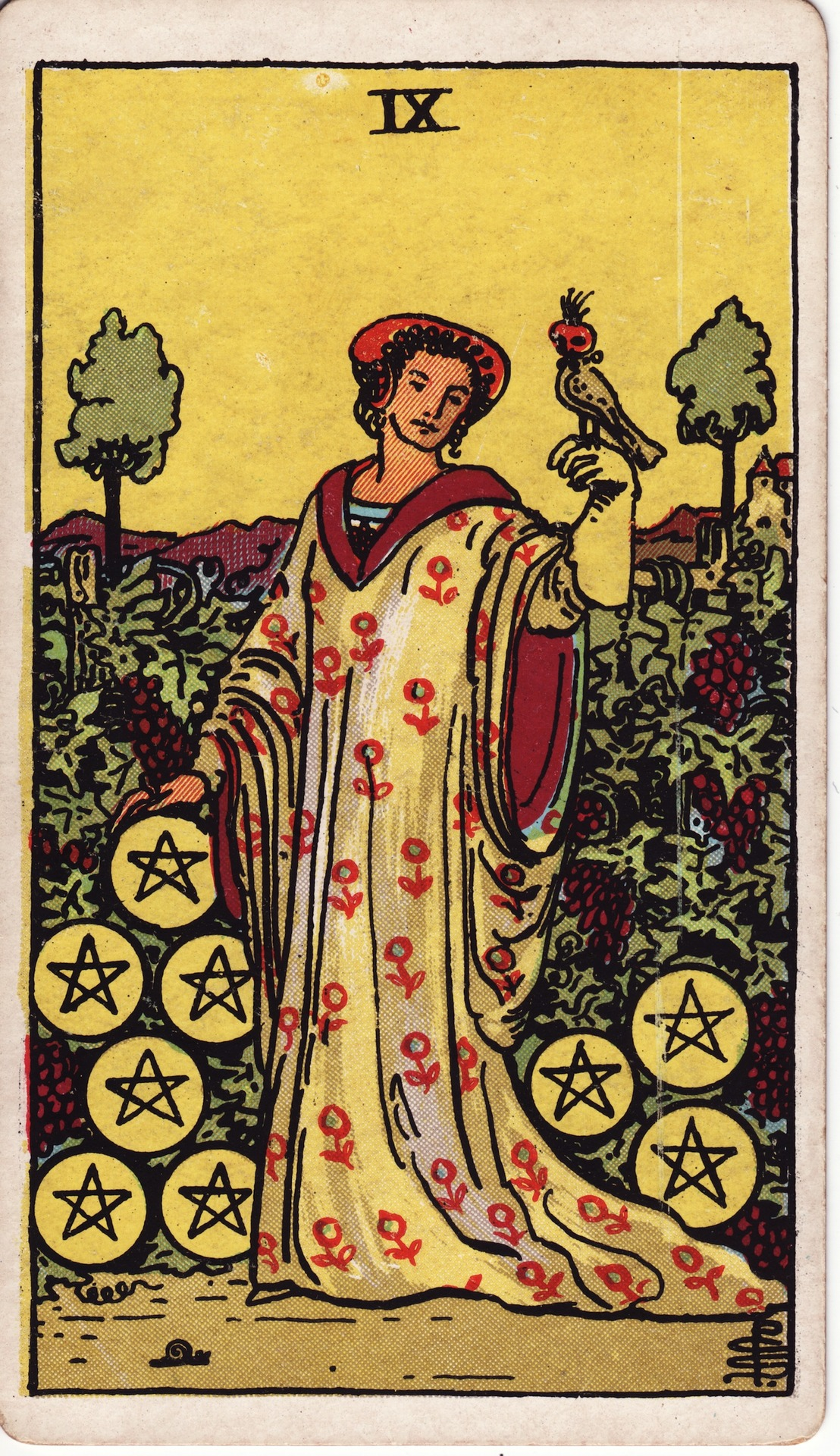
9
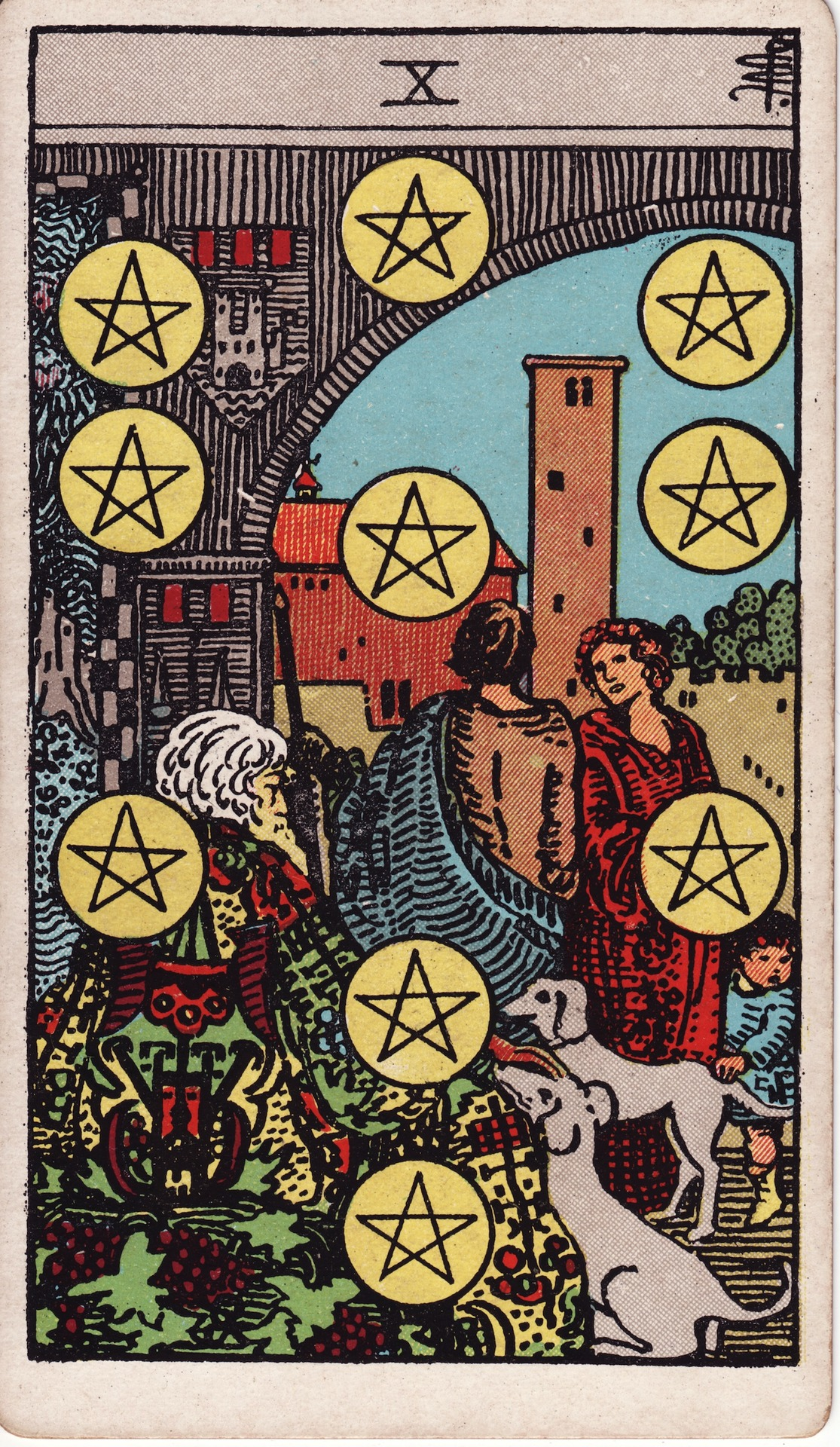
10
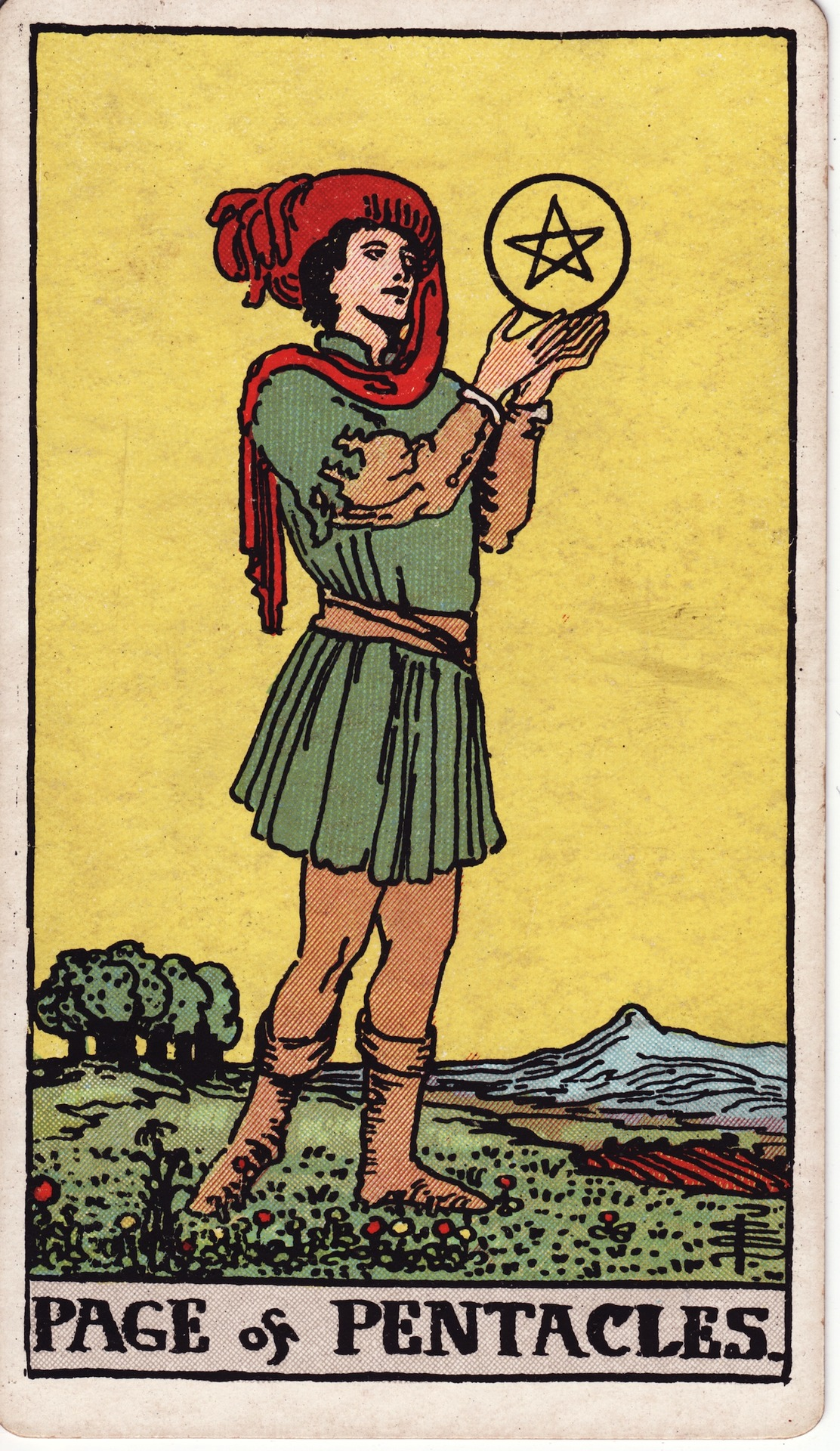
ペイジ
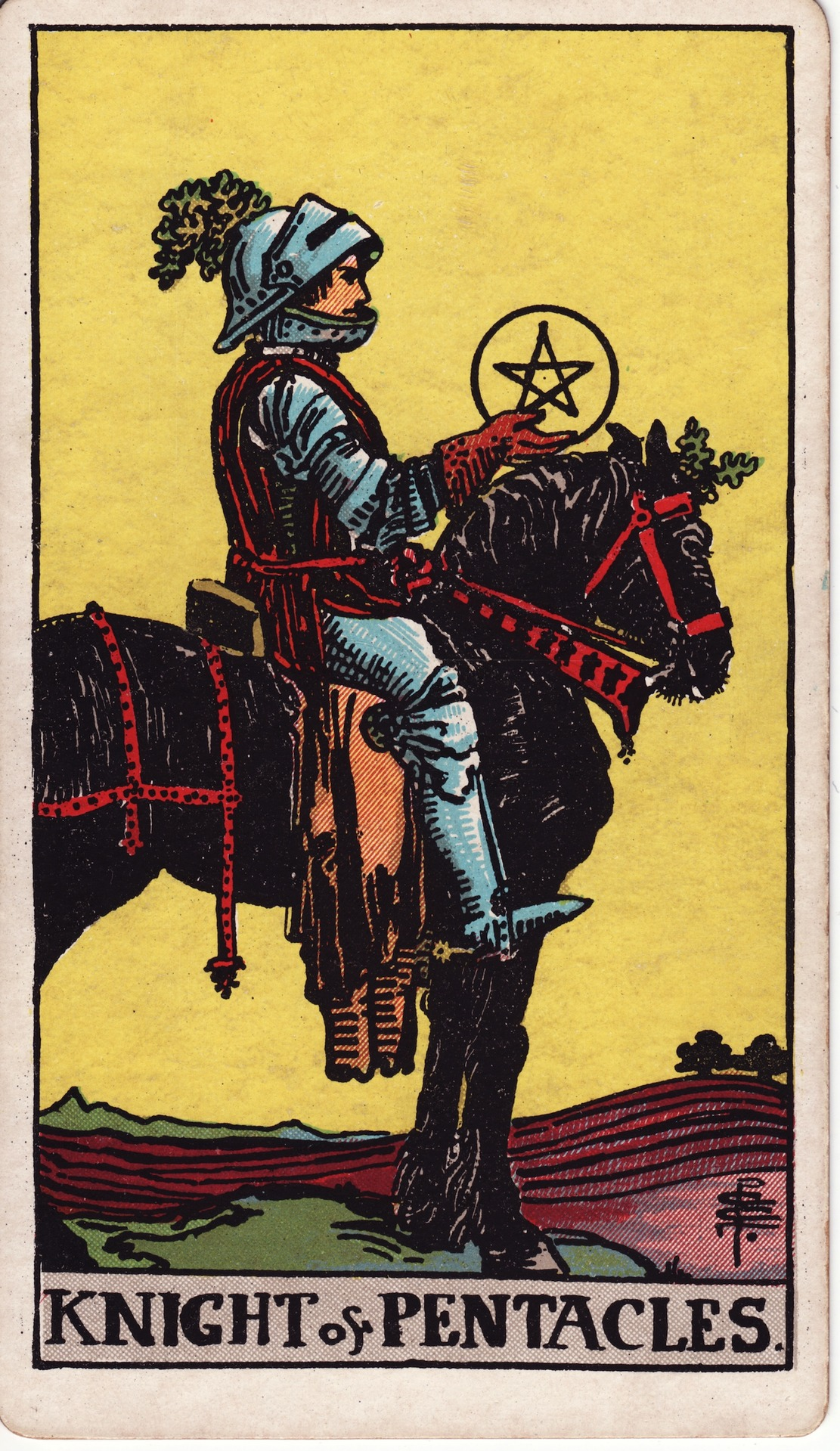
ナイト
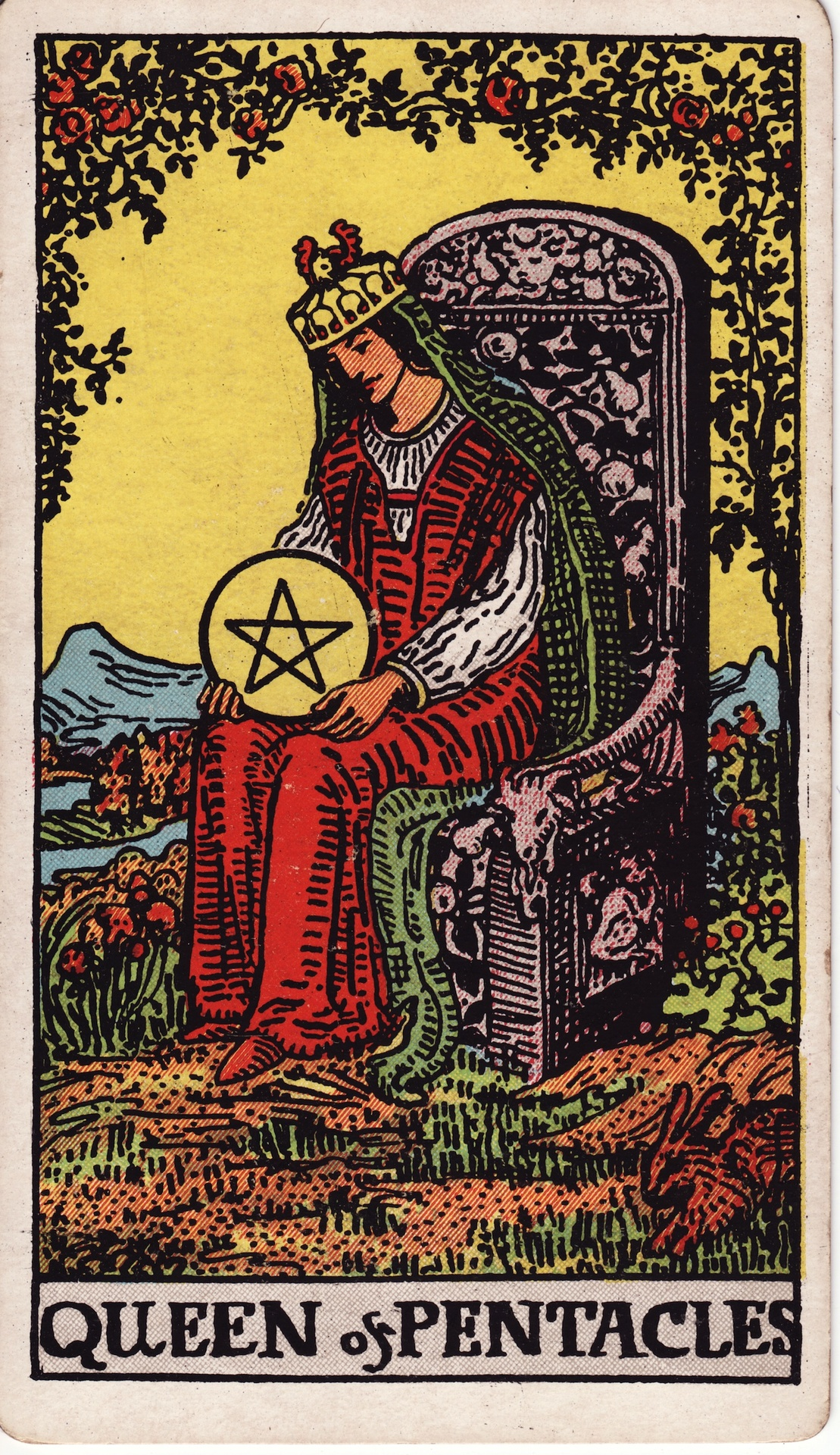
クイーン
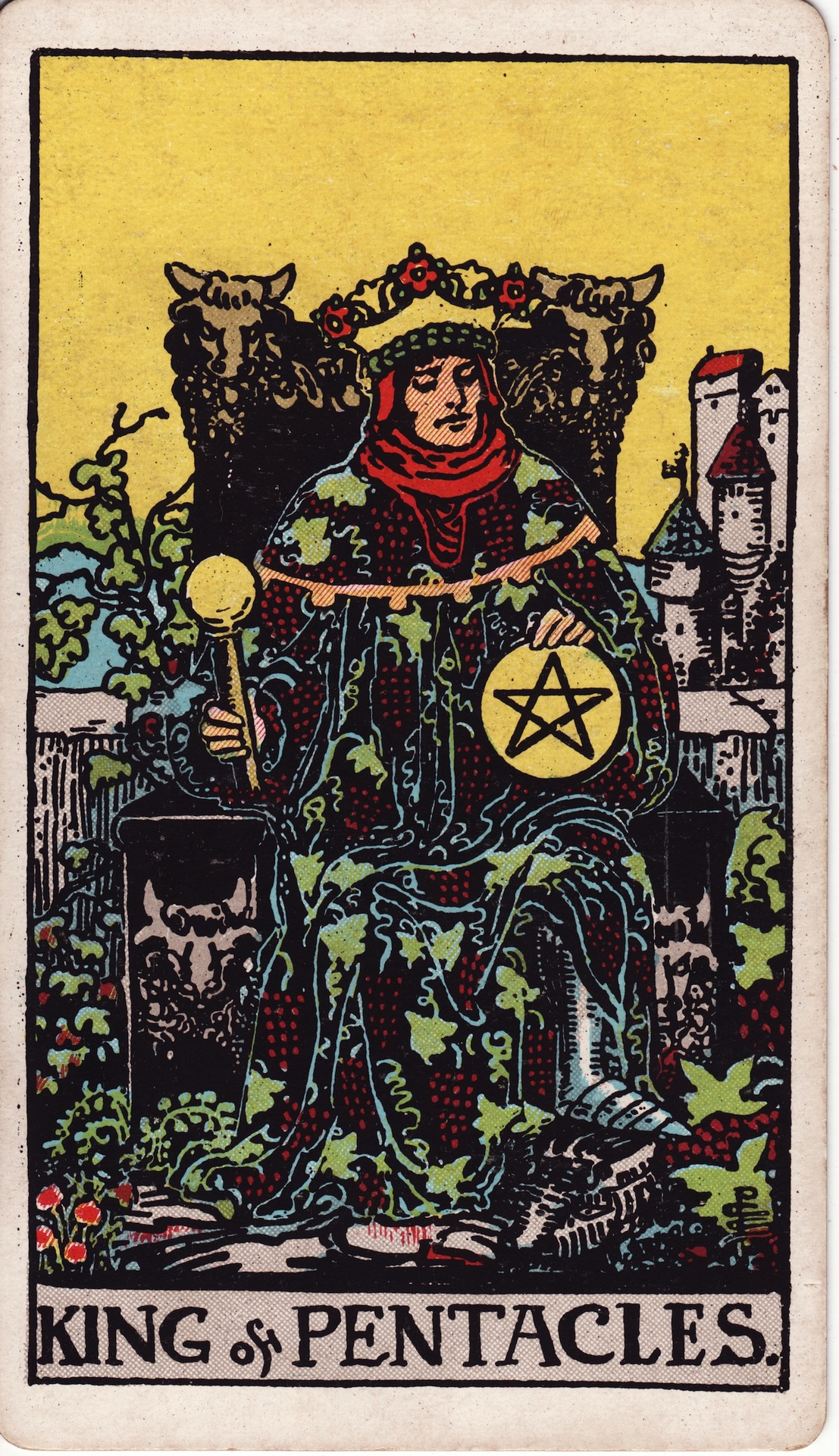
キング

## ウェイト版の寓意画の解釈
ウェイト版タロットでは、何かしらの意味を持った寓意画が各番号で描かれている。一般的な解釈は以下の通り。
コイン全般
コインは、別名ペンタクル(pentacle、五芒星)とも呼ばれ、これは人間の頭と両手両足を模式化したものだと捉えられる。すなわち、コインが意味するのは人間に直結する事柄であり、人間の生活・生態を表現している。
1
雲から突き出た右手が1枚のコインを持っている。地面にはユリやバラが咲き乱れている。
単体のコインを下から支えていることは、そのコインの価値を安定して保持できていることを意味している。地面に咲く花々は、そのコインの価値によって繁栄が確保されていることを示唆している。
2
大道芸人と思しき人物が∞字の輪の中に2枚のコインを収めている。背景には荒波の中進む船が描かれている。
∞字は、大アルカナの魔術師 (タロット)や力 (タロット)でも登場しており、安定や調和を意味する。2枚のコインが輪でつながっていることは、2人の人物のコミュニケーションを暗喩しており、背景の船も手紙やメールでの意思伝達を暗示する。大道芸人は片足を上げ、コインの扱いに余裕すら見せており、これは状況が円滑であることを窺わせる。
3
教会を建設する石工と、その教会の司祭や信者がやり取りをしている。信者と思しき人物の手には設計書のようなものが見られる。
コインの枚数もカード内の人数も3であることから、しばしば三位一体と関連付けられる。3人は話し合いながら教会を建てており、各々に役割が与えられ円滑に作業が進められている。また、コインのカードの中で唯一コインに色がついていないことは、まだこの教会が未完成であることを示唆し、一層協力の大切さを説いている。
4
街を背景にして一人の男性がコインを大事そうに持っている。彼の足には2枚のコインが踏まれ、頭上にも1枚のコインが掲げられている。
1枚のコインを奪われまいとする男性からは、確固たる意志の強さが窺える。しかし、その視線は監視するように一点を見つめており、彼がコインに執着しているとも考えられる。足元にはまだ2枚のコインが残されており、それすらも自分のものにするために彼は身動きが取れなくなってしまっている。
5
雪の中、布切れ一枚で歩く女性と松葉杖を使って歩く男性が描かれている。背景には5枚のコインがあしらわれたステンドグラスがある。
コインの輝きは室内の温かさを暗示しており、安息の地であることを窺わせる。雪の中の2人がこの中に入ることができないのは、それが目に入っていないのか、それとも追い出された身であるのか定かでない。もし後者であるならば、2人の身には過去に何らかの因果があったと考えられる。
6
天秤を持った一人の人物が、跪く人々に金貨を与えている。
天秤はこの人物が平等な視点を持っていることを表しており、だれに対しても手を差し伸べる存在であることが示唆される。金貨の重さを天秤で測り、分け隔てなく人に接する彼には、羨望の眼差しが与えられている。このことは逆に、過剰に得たものは不足しているものに使うべきだという、カードからのメッセージとも受け取れる。
7
一人の青年が、自身の畑からとれた農作物を前に、何やら浮かない顔をしている。
よく見ると農作物には実が実っておらず、青年はこれらが大した利益にはならないだろうことを予想している。このことは、青年が常にマイナス思考であり、実際よりも価値を卑下してしまうことを暗示している。この作物らを売って少しでも利益を得るか、それとも期待以下の結果に失望して何もしないかは彼に委ねられている。
8
硬貨の職人が8枚目のコインを作ろうとしている。
コインの大きさは不揃いであり、これは職人の腕がまだ未熟であることを示している。一方で、一心不乱にコインを作り続けるその姿勢からは、自分のしたいことへの情熱が窺える。あるいは、いつか日の目を見られるように、今はまだ修行に身を励んでいる勤勉な姿とも受け取れる。
9
ブドウが生い茂る中でたたずむ一人の女性が描かれている。その手には鳥が止まっている。
このカードはコインの7と対照的にきちんとブドウの実が成っており、女性の優雅な様子からも成功や豊穣を窺わせる。身にまとっている衣服は華美であり、この成功が長期的なものであることを示唆させる。手に留まる鳥は、女性への警戒心の無さを示しており、彼女の心がいかに平穏かも表している。
10
門らしき場所に、1組の夫婦とその子供を老人が後ろから見守っており、その周りには2匹の犬が描かれている。
この老人は、夫婦のどちらかの父親であると解釈される。彼の豪華な衣装や2匹の犬を飼っていることから、老人の経済的な安定性を窺わせる。彼の資産は子供に直接的に受け継がれ、パートナーや子供ができていることから、次の世代やその先も安泰であろうことが示唆される。これは10枚のコインの配置が、永遠の命を確約する生命の樹に酷似することからも暗示される。
ペイジ
ペイジの立場の男性が、1枚のコインを両手に持ち、顔の前に掲げている。
彼の表情はほくそ笑んでいるようにも見え、このコインをどう使おうか画策している最中であると予想される。背景には広がる自然が描かれており、彼の計画の可能性は多岐にわたることを窺わせる。また、このコイン次第で青年の将来が決まるかもしれなく、人生の岐路に立たされているとも考えられる。
ナイト
コインを持った騎士が、漆黒の馬に乗っている。
ソード (タロット)のナイトとは対照的に、馬は立ち止まっており、騎士は行く先をしっかりと見据えている。これは彼の性格が地に足をつけるような、慎重な性格であることを示している。コインを両手で持っていることも付随して、彼が安定性を求めていることを示唆している。
クイーン
庭園らしき場所で、コインを両手に持って俯いている女王が描かれている。
女王の口は固く結ばれ、前かがみな姿勢からも、コインに対しての思索を巡らせていることが窺える。ただ、同じ思索を巡らせるペイジとは異なり、経済には受け身な姿勢を持っていることが表現されている。背景は植物に囲まれており、ここが平穏な場所であるとともに、彼女自身の内面も物静かであることを示唆させる。
キング
ブドウ畑の中の椅子に、豪華な衣装を身に纏った王が描かれている。
周囲の状況とは裏腹に、王の目は下を向いており、苦難の表情を浮かべている。その視線がコインに向けられていることから、いかにその財産を手に入れるまで苦労したかが窺える。現在に至るまで長い年月を費やしたことから、地位は安定しており、信頼のおける部下が多数存在することが考えられる。